# Mediostoma ceratocephalum
Mediostoma ceratocephalum is een hooiwagen uit de familie aardhooiwagens (Nemastomatidae).